# Bråts skjutfält
Bråts skjutfält är ett militärt skjutfält som ligger cirka 4 kilometer söder om Borås.

## Historik
Skjutfältet togs i bruk 1914 i samband med att Älvsborgs regemente (I 15) förlades till Borås. Fältet som är på cirka 170 hektar användes främst av Älvsborgs regemente och Älvsborgsbrigaden fram till att de avvecklades. Efter att Älvsborgs regemente och Älvsborgsbrigaden avvecklades, övergick förvaltningsansvaret över skjutfältet till Skaraborgs regemente.
En skjutfältsutredning, ledd av överstelöjtnant Lars Rune, presenterade 2006 sitt slutförslag där Bråts skjutfält föreslogs för avveckling. Den sista övningen på fältet hölls i september 2012, då Älvsborgsbataljonen ur Elfsborgsgruppen hade sin årliga krigsförbandsövning. Skjutfältet stängdes den 30 juni 2013, detta efter att Försvarsmakten och Fortifikationsverket i augusti 2012 meddelade att försvaret inte såg någon anledning till att behålla området. Borås kommun planerar att en ny sträckning av Riksväg 27, vilken då kommer sträcka sig över en del av övningsfältet.
Då riksdagen beslutade om att Älvsborgs amfibieregemente (Amf 4) skulle återuppsättas genom försvarsbeslutet 2020, så beslutade Försvarsmakten om att inkludera Bråts skjutfält som ett riksintresse. Det för att säkerställa den militära förmågan i Göteborgsregionen.

## Verksamhet
Även efter att Älvsborgs regemente avvecklades har Försvarsmakten fortsatt verksamhet på skjutfältet, vilket i huvudsak nyttjades av hemvärnsförbanden ur Älvsborgsgruppen och senare Elfsborgsgruppen. Genom Försvarsbeslutet 2020 kommer skjutfältet med skjutbanor att användas av Försvarsmakten för bland annat grundläggande utbildning av förband i Göteborgsområdet.